# 白马藏族乡
白马藏族乡，是中华人民共和国四川省绵阳市平武县下辖的一个乡镇级行政单位。

## 地理
主要流河為奪補河，由西北向東南貫穿全鄉。

## 行政区划
白马藏族乡下辖以下地区：
伊瓦岱惹村、厄哩村、稿史垴村和亚者造祖村。